# Metallochlora satisfacta
Metallochlora satisfacta là một loài bướm đêm trong họ Geometridae.